# Albaner in den Vereinigten Staaten
Die Albaner in den Vereinigten Staaten von Amerika (albanisch Shqiptarët në Shtetet e Bashkuara të Amerikës, englisch Albanians in the United States of America (USA) oder auch American Albanians beziehungsweise Albanian Americans) sind eine ethnische Minderheit im Land. Darunter sind Albaner aus Albanien, dem Kosovo, Nordmazedonien und Montenegro sowie Arnauten aus der Türkei, Arbëresh aus Italien und Çamen und Arvaniten aus Griechenland, von denen sich jedoch nicht alle zur albanischen Nation bekennen. Laut Angaben der Lobbyorganisation Albanian American Civic League leben über 750.000 Albaner in den Vereinigten Staaten.

## Anzahl
Was die Anzahl der Albaner in den Vereinigten Staaten anbelangt, gibt es viele unterschiedliche Meinungen, Theorien und Statistiken. Die Albaner emigrierten von mehr als sieben Staaten in die USA. Deshalb wurden die Albaner nie genau statistisch erfasst. Die Schätzungen der amerikanischen Regierung liegen bei 201.118 Albanern. Gerechnet wurden hierbei nur neu eingewanderte Albaner aus Albanien und dem Kosovo. Laut der Albanian American Civic League, gegründet von einem ethno-nationalistischen Arbëresh namens Joseph dio Guardi, der US-amerikanischer republikanischer Politiker und ehemaliger Abgeordneter im Repräsentantenhaus der Vereinigten Staaten war, liegt die Zahl bei über 750.000 Albanern in den Vereinigten Staaten. Es wird angenommen, dass unter den Italo-Amerikanern viele Arbëresh aus Süditalien sind. Dazu kommt eine große Anzahl Çamen und Arvaniten aus Griechenland. Nach der Vertreibung der Çamen aus Griechenland in der Zeit nach dem Zweiten Weltkrieg wanderten viele Çamen in die USA aus und behaupteten, dass sie von der kommunistischen Diktatur unter dem Parteichef Enver Hoxha verfolgt und diskriminiert würden. Die Çamen haben es im Gegensatz zu den Arvaniten geschafft, ihre Traditionen und Sprachen zu bewahren. Dadurch entstand 1973 auch die Çamëria-Vereinigung für Menschenrechte, welche die Rechte der Albaner schützen soll. Es wird von albanisch-nationalistischer Seite auch angenommen, dass 6 % der Türken, die nach Amerika auswanderten, albanischer Herkunft sind. In den 1990er Jahren flohen viele Menschen aus dem Kosovo, Albanien, Nordmazedonien, Serbien und Montenegro als jugoslawische Bürgerkriegsflüchtlinge in die USA.

## Geografische Verteilung
Die Gebiete mit der größten albanischen Bevölkerung in den Vereinigten Staaten sind New York City, Indianapolis, das nördliche New Jersey, Philadelphia, Boston, Cleveland, Worcester, Chicago, Detroit, Hartford und Waterbury. Die albanische Bevölkerungsgruppe gehört zu den am schnellsten wachsenden in diesen Gebieten.

## Arbëresh-Amerikaner
Die Arbëresh gehörten zu den ersten Albanern, die als Einwanderer in die USA kamen. Sie sind aufgrund ihrer italianisierten Namen und ihrer meist römisch-katholischen Religion kaum noch von anderen Italoamerikanern zu unterscheiden. Dennoch haben einige Arbëresh in Amerika ein starkes Gefühl für ihre albanische Identität. Greater New Orleans hat eine große Arbëresh-Gemeinschaft. Sie besteht überwiegend aus Nachkommen von im 19. Jahrhundert eingewanderten Albanern.
Unter den Italienern in Amerika hat es oft auch Arbëresh. Manche Arbëresh sind auch mit Italienern verheiratet oder vollständig in die italienische Gemeinschaft integriert und an sie assimiliert, weshalb Arbëresh-Amerikaner heute oft nicht mehr von Italoamerikanern zu unterscheiden sind.

## US-Holocaustmahnmal
Aufgrund der Besa, eines nordalbanischen Ehrenkodexes, retteten muslimische Albaner Juden während des Holocaust. Sie schützten einheimische Juden und andere, die aus Österreich, Serbien und Griechenland nach Albanien geflohen waren. Einige Albaner wurden als Gerechte unter den Völkern geehrt. Ihre Namen sind auch in die Mauer der Retter („Rescuers Wall“) im United States Holocaust Memorial Museum in Washington, D.C. eingemeißelt worden.

## Medien
Die albanischen Diasporagemeinden in den Vereinigten Staaten spielten für die albanische Nationalbewegung Rilindja schon sehr früh eine wichtige Rolle. In Nordamerika erschienen Zeitungen, welche sich für die albanische Sache einsetzten. Die historisch bedeutendste Monatszeitung war Dielli, die ab dem 15. Februar 1909 in Boston publiziert wurde. Da die Monatsausgaben bis 1992 andauern, zählt sie zu den am längsten herausgegebenen Zeitungen in albanischer Sprache. Mit einigen Unterbrüchen erscheint sie noch bis 2011, seitdem nur noch im Onlineformat. Wichtige Autoren von Dielli waren Fan Noli, Faik Konica und Kristo Floqi.

## Bekannte Albaner in den Vereinigten Staaten von Amerika
- Joseph J. DioGuardi (* 1940), republikanischer Politiker
- Kara DioGuardi (* 1970),  Musikproduzentin, Songschreiberin und Popmusikerin
- Regis Philbin (1931–2020), TV-Moderator
- Bebe Rexha (* 1989), Popsängerin
- Ava Max (* 1994), Popsängerin
- Ferid Murad (1936–2023), Mediziner und Pharmakologe
- Arshi Pipa (1920–1997), Literat
- James Belushi (* 1954), Schauspieler und Musiker
- John Belushi (1949–1982), Schauspieler und Musiker
- Eliza Dushku (* 1980), Schauspielerin
- Enver Gjokaj (* 1980), Schauspieler
- Masiela Lusha (* 1985), Schauspielerin und Schriftstellerin
- Peter Malota (* 1958), Schauspieler und Martial-Arts-Kämpfer
- Nickola Shreli (* 1981), Schauspieler
- Action Bronson (* 1983), Musiker
- Stan Dragoti (1932–2018), Filmregisseur und Drehbuchautor
- Afërdita Dreshaj (* 1986), Sängerin und Model
- Paul Leka (1943–2011),  Songwriter, Pianist und Arrangeur
- Gjon Mili (1904–1984),  Fotograf
- James Schiro (1946–2014),  Manager
- Martin Shkreli (* 1983),  Unternehmer
- William George Gregory (* 1957),  Astronaut
- Tom Perotta (* 1961),  Schriftsteller und Drehbuchautor
- Midhat Frashëri (1880–1949),  Publizist
- Bilal Xhaferri (1935–1986),  Schriftsteller und Publizist
- Fan Noli (1882–1965),  Bischof
- Danny DeVito (* 1944), Schauspieler[3]
- Dilly Duka (* 1989),  Fußballspieler
- Shkelzen Gashi (* 1988),  Fußballspieler
- Aaron Palushaj (* 1989),  Eishockeyspieler